# Baa Baa Black Sheep (álbum de Megan McCauley)
Baa Baa Black Sheep es el primer álbum grabado por la cantante norteamericana Megan McCauley, el álbum solo fue editado como un CD promocional, incluye 11 canciones más un hidden track llamado Hey Aimee, de las 12 canciones que conforman el álbum, ocho se volvieron a reutilizar en 2007 para el que es en realidad el álbum debut de McCauley llamado Better Than Blood, Baa Baa Blck Sheep sería lanzado el 16 de agosto de 2005, pero debido a que la compañía Wind-Up Records requirió de megan más canciones este lanzamiento se suspendió, posteriormente Mégan presentó 3 canciones más para el álbum llamadas Tap That, Porcelain Doll y Wrong Way Out, que inmediatamente captaron la atención de los productores y decidieron reemplazar tres canciones por las tres nuevas, e incluso dos de estas tres fueron los sencillos promocionales de Better Than Blood en 2007 Tap That y Porcelain Doll en 2008.

## Canciones
| #   | Título                    | Autor(es)                                 | Duración |
| --- | ------------------------- | ----------------------------------------- | -------- |
| 1.  | Migraine                  | Megan McCauley, Bob Marlette              | 3:30     |
| 2.  | Fragile                   | Megan McCauley, Bob Marlette              | 3:21     |
| 3.  | Die For You               | Megan McCauley, Bob Marlette              | 3:49     |
| 4.  | Wonder                    | Megan McCauley                            | 3:56     |
| 5.  | Reverie                   | Megan McCauley, Pete Woodruff, Will Baker | 3:58     |
| 6.  | I Realize                 | Megan McCauley, Bob Marlette              | 3:35     |
| 7.  | See Through               | Megan McCauley, Bob Marlette              | 3:45     |
| 8.  | Come To Me                | Megan McCauley, Bob Marlette              | 3:55     |
| 9.  | Settling                  | Megan McCauley, Bob Marlette              | 3:44     |
| 10. | Time                      | Megan McCauley, Bob Marlette              | 4:26     |
| 11. | I'll Pay You To Shoot Him | Megan McCauley, Bob Marlette              | 4:06     |

## Otras versiones
Versiones extraoficiales de algunos admiradores de la cantante, aseguran que existe alguna versión de dicho álbum que contiene 14 tracks es decir 3 canciones más, pero nada de esto ha sido probado, las canciones son, Break You previamente grabada en 2005 por la cantante Noruega Marion Raven, Hey Aimee, y Dark Angel, escrita por McCauley a la edad de 15 años, todas las anteriores ya se pueden encontrar en Youtube en canales de fanáticos de la cantante.

## Más canciones
- Settling

- Time

- Hey Aimee

- Break You

- Snake (Demo)

- Dark Angel (Demo)

- Die For You (Alternate Mix) [Die For You Single]

## Curiosidades
Al ser un álbum promocional es decir que nunca estuvo a la venta y que nunca ha sido publicado en páginas como YouTube, el programa para descargar música de mabera ilegal llamado Ares u otras páginas hace de este CD un artículo sumamente raro, al igual que Key Cuts From Remixed de Britney Spears, Magia y Peligro de Shakira y Broken Bracelet de Michelle Branch entre otros ya han alcanzado cifras altísimas en subastas realizadas en Ebay y otro sitios.
- Datos: Q5715897